# Bostanlı, Andırın
Bostanlı là một xã thuộc huyện Andırın, tỉnh Kahramanmaraş, Thổ Nhĩ Kỳ. Dân số thời điểm năm 2010 là 264 người.